# Neil Finn (Fußballspieler)
Neil Finn (* 29. Dezember 1978 in Barking, London) ist ein ehemaliger englischer Fußballtorhüter. Finn wurde mit seinem Einsatz am Neujahrstag 1996 zum jüngsten Spieler in der Geschichte der Premier League, kam anschließend aber zu keinem weiteren Profieinsatz.

## Karriere
Neil Finn war Torhüter in der Jugendakademie von West Ham United, als er am Neujahrstag 1996, nur drei Tage nach seinem 17. Geburtstag und mit der Erfahrung von 3 Reservespielen, wegen der Ausfälle der beiden regulären Torhüter des Profiteams (Luděk Mikloško war gesperrt, Les Sealey verletzt) beim Auswärtsspiel gegen Manchester City in der 1. Mannschaft debütierte und zum jüngsten Spieler in der Geschichte der Premier League wurde. Die 1:2-Niederlage blieb sein einziges Pflichtspiel für West Ham, mit der Jugendmannschaft stand er am Saisonende an der Seite von Rio Ferdinand und Frank Lampard im Finale des FA Youth Cups, das man gegen den FC Liverpool verlor. Während er als jüngster je eingesetzter Spieler der englischen Eliteklasse schon einen Monat später von Mark Platts abgelöst wurde, war bis heute (Stand September 2022) kein Torhüter bei seinem Premier-League-Debüt jünger als Finn.
Im März 1998 wurde er an Dorchester Town verliehen, bevor er West Ham am Saisonende verließ. In der Folge kam er über den FC Barnet zu Aldershot Town, wo er auf vertragsloser Basis Ende 1998 drei Pokalpartien absolvierte, und zog anschließend zu Harrow Borough weiter. Nach einigen Jahren Pause schloss er sich im Sommer 2004 dem Amateurklub FC Romford an, für den er in den folgenden sechs Jahren 199 Pflichtspiele bestritt, 104 davon in der Essex Senior League und 22 in der Isthmian League. Im Sommer 2010 übernahm er den Posten des Torwarttrainers bei Romford, den er aber in den folgenden Jahren wegen familiärer Verpflichtungen wieder aufgab.
Seinen Lebensunterhalt bestreitet Finn als Eigentümer der Living Stone Ltd., einem Unternehmen, das sich auf den Handel mit Natursteinen und Porzellan zur Gestaltung von Außenräumen spezialisiert hat.